# ماثيو كارتر (لاعب كريكت)
ماثيو كارتر (26 مايو 1996 في المملكة المتحدة - ) (بالإنجليزية: Matthew Carter)‏ هو لاعب كريكت بريطاني. لعب مع نادي مقاطعة نوتنغهامشير للكريكت ‏.

## وصلات خارجية
- ماثيو كارتر على موقع إي آس بي آن كريك إنفو (الإنجليزية)